# Susanne Lücke-David
Susanne Lücke-David (* 15. November 1933 in Aussig, Tschechoslowakei; † 16. Juli 2024 in München) war eine deutsche Kunsthistorikerin und Sachbuchautorin.

## Leben
Lücke-David wurde 1933 als Tochter des Maschineningenieurs Rudolf David und Margarete David-Stelzig geboren. Sie studierte Kunstgeschichte, Archäologie und Musikwissenschaften an den Universitäten in Göttingen, Freiburg i. Br. und Kiel. 1962 schloss sie ihr Studium mit der Promotion an der Universität Kiel ab. Danach arbeitete sie am Schleswig-Holsteinischen Landesamt für Denkmalpflege, später an den Bayerischen Staatsgemäldesammlungen. 1971/72 hatte sie einen Lehrauftrag an der University of Toronto in Kanada, wo ihr Ehemann seit 1969 als Professor für Kunstgeschichte lehrte. Danach war sie als freiberufliche Buchautorin und Journalistin tätig. Ihre journalistische Tätigkeit begann sie 1974 als Kolumnistin beim ZEITmagazin. Ferner arbeitete sie für verschiedene Verlage als Übersetzerin aus dem Englischen und Französischen. In den 1990er Jahren schrieb sie Beiträge zum Lokalteil der Süddeutschen Zeitung (Münchner Neueste Nachrichten). Von 2013 bis 2024 betrieb sie das Blog „Nestbeschmutzer“. Sie war mit dem Kunsthistoriker Hans-Karl Lücke (1927–2009) verheiratet, mit dem sie zwei Söhne hatte.
Lücke-David lebte zuletzt in Schondorf am Ammersee.

## Veröffentlichungen (Auswahl)

### Sachbücher
- Ziervasen von der Renaissance bis zum Klassizismus. Dissertation Kiel 1962.
- Das europäische Brotbackbuch, Südwest-Verlag, München 1977.
- Max Ernst „Euclid“. Ein mentales Vexierbild, Bongers, Recklinghausen 1994.
- Brot selbst gebacken, Ludwig, München 1998.
- mit Hans-Karl Lücke: Antike Mythologie. Ein Handbuch: Der Mythos und seine Überlieferung in Literatur und bildender Kunst, rowohlts enzyklopädie 1999.
- mit Hans-Karl Lücke: Helden und Gottheiten der Antike, rowohlts enzyklopädie 2002
- mit Hans-Karl Lücke: Die Götter der Griechen und Römer, Marixverlag, Wiesbaden 2007.
- Schondorf am Ammersee – Porträt eines Dorfes, Bauer-Verlag, Thalhofen 2010.
- Die Baustile. Baukunst Europas von der Antike bis zur Gegenwart, Marixverlag, Wiesbaden 2013.

### Romane
- Eines schönen Tages böses Ende, Bauer-Verlag, Thalhofen 2017.